# Nososticta evelynae
Nososticta evelynae – gatunek ważki z rodziny pióronogowatych (Platycnemididae).